# Uszerkaf-piramis
Az Uszerkaf-piramis az V. dinasztia első piramisa. Kivitelezése nagy szemléletváltozásokra utal az ókori egyiptomi vallási életben, az új dinasztia új kultuszgyakorlatokat honosított meg az országban, ezzel párhuzamosan sírhelyeiket is a megelőző korszaktól eltérő szemlélettel alkották meg.

## Felépítmény
A piramis jóval kisebb méretű, mint a IV. dinasztia építményei – gyakorlatilag megegyezik a III. dinasztiabeli igen szerény réteges piramissal, illetve kissé kisebb annál –, amelyet általában a királyi hatalom gyengülésével és a kisebb gazdasági potenciállal magyaráztak régebben. Ez valóban a legegyszerűbb megközelítés, azonban nem feltétlenül helytálló, hiszen a különbség olyan szembetűnő, amit egy-két generáció eltérés aligha indokolna maradéktalanul. A sírhely alakjának szimbolikája megmaradt, ugyanakkor a hangsúly áthelyeződött a piramiskörzet többi építményére, a halotti templom, kultuszpiramis, feljáró út és völgytemplom komplexumára. A felépítmény kis méretű homokkő kváderekből, törmelékből és homokból áll, amelyet egykor fehér mészkővel burkoltak be. A jó minőségű burkolatot később maradéktalanul lelopták róla, a magot alkotó kövekre senki sem tartott igényt, ezért a piramis tömegének nagyobb része ma is áll, csak éppen nem piramisra, hanem összedobált kőhalomra emlékeztet.
Uszerkaf „tiszta helyet” keresett sírja számára, és megtalálta a szakkarai piramismező közepét. Sőt olyan közel építette piramisát Dzsószeréhez, hogy annak kerítésfala és a körülötte húzódó „Nagy árok” között, a Dzsószer-piramis szent körzetének északkeleti sarkához tapadva található. A gizehi piramismező elhagyása és feltűnő közelsége Dzsószerhez szintén jelképes tartalmú: eltávolodás a IV. dinasztiától és visszatérés az első piramisépítőhöz. Ugyanakkor mégsem lépcsős piramist épített, mivel a gúla napjelképi tartalma immár fontos tényezővé vált. A megelőző korokkal a Szakkara és Gíza között félúton, Memphiszben emelt naptemploma köti össze. A templom jelentőségét mutatja, hogy utódai közül négyen is temetkeztek annak közelében, a mai Abu Szírhez közel.

## Alépítmény
A piramis alépítménye egyszerű alaprajzú. A folyosó bejárata nem a IV. dinasztiában hagyományos módon az északi oldalból nyílik, hanem a piramistól északra lévő udvaron rejtették el. A folyosó alaprajzilag egyenesen halad az alap középpontjáig, de vertikálisan megtörik, 18,5 méter ereszkedés után 8 méter mélységben vízszintes lett. A végpontnál egy előszobává szélesedik (4,14×3,12 m), ebből jobbra (nyugatra) nyílik a sírkamra (7,87×3,13 m). Az előkamra előtt balra is van egy elágazás, ahol egy tárolókamrát alakítottak ki. A kamrákat és a mennyezetet alkotó teherelosztó nyeregtetőt hatalmas mészkő kváderekkel burkolták. Az előkamrát a folyosótól egy hatalmas kőretesz zárta el, amelyet a temetés után eresztettek a helyére.
Az alépítmény mintát teremtett, kisebb változások mellett ez a típus jellemző az V. és VI. dinasztiára is.

## A piramiskörzet

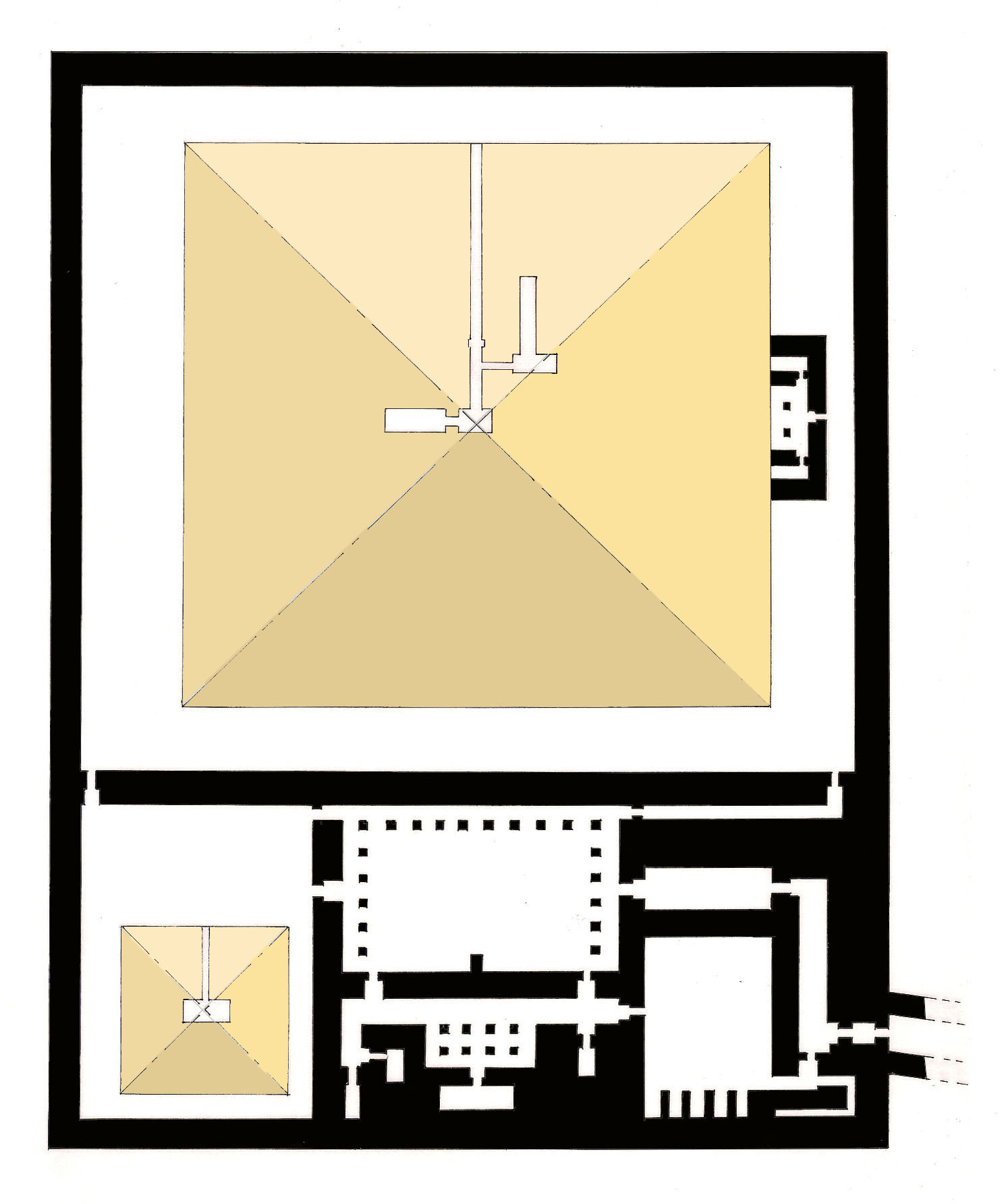
A komplexum alaprajza

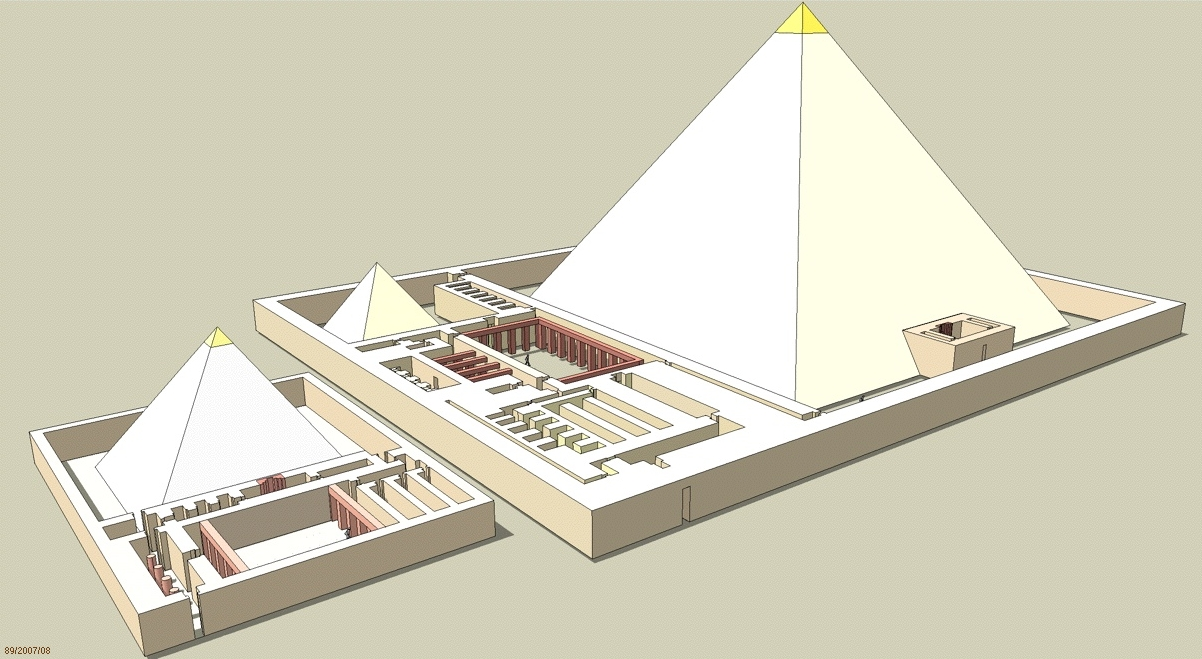
A komplexum rekonstrukciója

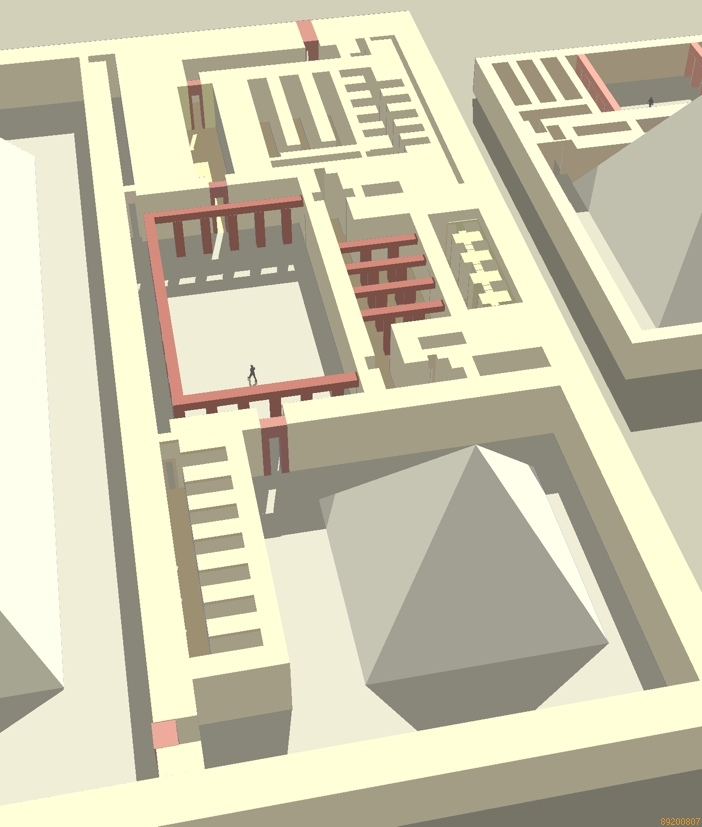
A kultikus piramis felől

A piramis keleti oldalához csatlakozik egy áldozócsarnok, ezzel együtt keríti be az elsődleges kerítésfal a piramist. A csarnok egy oltárból, a hozzá tartozó udvarból és a két oldalon egy-egy keskeny folyosóból állt. Padlója fekete bazalt, falainak alja gránit, teteje turai mészkő. A második kultikus körzet a piramistól délre helyezkedik el saját kerítésfallal ellátva. A komplexumtól keletre volt a – még feltáratlan – völgytemplom, az onnan induló feljáró út a második körzetbe vezet és egy bejárati csarnokba torkollik. Ennek környéke nem rekonstruálható teljesen, de a délkeleti sarokban egy tárolókamrás épület állt. A bejáratból egy oszlopos udvart lehetett megközelíteni, ezután pedig a délnyugati sarokban egy kultikus piramis állt. Az udvaron fekete bazalt felszínen rózsaszín gránit oszlopok álltak, ez volt a tulajdonképpeni halotti templom – a hagyományos keleti oldal helyett délre a piramistól –, ami a Ré-kultusz naptemplomaihoz hasonlít, mögötte öt szoborfülkével.
A halotti templom a szokásostól eltérően nem a keleti, hanem a déli oldalon van. Ennek talán az az oka, hogy a Dzsószer-piramis körüli „Nagy árok” miatt a keleti oldalon nem fért volna el. Ugyanakkor a halotti templom tájolása is déli, ahelyett, hogy a piramis felé nézne északra. Ennek oka teljesen ismeretlen.

## Szatellit piramisok
A IV. dinasztiában szokásos családi sírhelyek nincsenek a piramis mellett, csak egyetlen kultikus piramis, amely mintegy megismétli a fő piramist. 21 méter oldalhosszúságú, T-alaprajzú alépítményű konstrukció. A déli körzeten kívül önálló komplexumban nyugodott valószínűleg Noferhotepesz, de ezt a piramist és piramiskörzetet ma már lehetetlen rekonstruálni. Amennyire látható, a kultikus piramis megismétlése, bár kissé nagyobb, 26,25 méter oldalú és nagyjából 17 méter magas lehetett.

## Feltárása
Richard Lepsius katalógusában az L-XXXI számot kapta, de ekkor részletesen nem vizsgálták meg. 1831-ben Orazio Marucchi felfedezte a bejáratot, amely a hagyományos északi oldalon van, de szokatlan módon a talajszinten. 1839-ben John Shae Perring a sírrablók vájta alagúton keresztül jutott el a sírkamrához. Perring még úgy gondolta, Dzsedkaré Iszeszi sírjában járt, a leletek és feliratok nélküli alépítmény miatt ez a bizonytalanság nem csodálható. Csak 1928-ban, Cecil Firth derítette ki, hogy az építtető Uszerkaf volt. Firth 1931-ben elhunyt, ekkor a kutatás egészen 1948-ig szünetelt. Jean-Philippe Lauer 1955-ig kutatott a piramis körül. 1991-ben a piramis eredeti bejáratát betemette egy földrengés.